# Lara Wolf
Lara Wolf (Zams, 23 marzo 2000) è una sciatrice freestyle austriaca, specializzata in slopestyle e big air.

## Biografia
Originaria di Zams e attiva a livello internazionale dal novembre 2014, Lara Wolf ha debuttato in Coppa del Mondo il 14 marzo 2015, giungendo 9ª in slopestyle a Silvaplana. Il 16 gennaio 2022 ha ottenuto il suo primo podio nel massimo circuito, classificandosi 3ª nella stessa specialità a Font Romeu, nella gara vinta dalla francese Tess Ledeux. 

## Palmarès

### Mondiali
- 1 medaglia:
  - 1 argento (slopestyle a Engadina 2025)

### Coppa del Mondo
- Miglior piazzamento nella Coppa del Mondo generale di freestyle: 9ª nel 2022
- 2 podi:
  - 1 secondo posto
  - 1 terzo posto